# Рефлекторне кільце

Найпростіша схема рефлекторного кільця

Рефлекторне кільце - це сукупність структур нервової системи, що беруть участь у здійсненні рефлексу та зворотній передачі інформації про характер і силу рефлекторної дії в центральну нервову систему.

## Історія

А. Ф. Самойлов - автор терміна "рефлекторне кільце"

Історія поняття «рефлекторне кільце» тісно пов'язана з розвитком знань про рефлекси та нервову систему. Ідея рефлексів, як автоматичних відповідей організму на подразники, стала поступово формуватися у науковій думці, починаючи з античних часів. Однак сама концепція рефлекторного кільця та повноцінне розуміння рефлекторних дуг виникли лише у Новий час. 
1. Античні та Середньовічні уявлення 
Античні філософи, такі як Гіппократ та Галлен, вже обговорювали деякі ідеї про рефлекси. Галлен, наприклад, припускав, що нервова система управляє рухами тіла, і пов'язував це з діяльністю мозку та нервів. Однак не було розуміння, як відбувається передача сигналу, і не було детального уявлення про шлях імпульсу нервової системи. 
2. XVII століття: Початок теорії рефлексів 
Одним із перших учених, які запропонували ідею про рефлекси, був французький філософ Рене Декарт. У роботі «Трактат про людину» (1664), він описав процес, у якому зовнішні подразники викликають автоматичну реакцію тіла через нервову систему. Декарт представив нерви як трубки, якими тече «живий дух», пояснюючи таким чином рухові реакції на стимули. Хоча уявлення Декарта були далеко не точними з фізіологічної точки зору, він заклав основу для подальших досліджень про рефлекторні реакції. 
3. XVIII століття: Відкриття рефлекторних дуг 
До XVIII століття дослідження в галузі анатомії та фізіології прискорилися, і вчені почали розуміти природу нервових імпульсів. Англійський фізіолог Роберт Уайєт зробив значний внесок у вивчення рефлексів і описав так звані «рефлекторні дуги». Він показав, що рефлекси не вимагають участі свідомості і можуть відбуватися лише на рівні спинного мозку. 
4. XIX століття: Підтвердження рефлекторних дуг 
У ХІХ столітті дослідження нервової системи досягли нового рівня. Російський фізіолог Іван Сєченов, відомий як «батько російської фізіології», в 1863 опублікував роботу «Рефлекси головного мозку», де доводив, що всі психічні та рухові акти мають рефлекторну природу. Сєченов показав, що рефлекторні реакції можуть відбуватися не лише на рівні спинного мозку, а й у головному мозку, що стало важливим кроком у розумінні роботи нервової системи. 
Водночас європейські вчені, такі як Чарльз Белл та Франсуа Мажанді, відкрили принципи поділу сенсорних (аферентних) та рухових (еферентних) нервових шляхів, що стало ключовим для опису роботи рефлекторних дуг. 
5. XX століття: Розвиток розуміння рефлекторного кільця 
У XX столітті дослідження нервової системи стали ще точнішими завдяки розвитку електрофізіології та методів мікроскопії. Радянський вчений Іван Павлов зробив величезний внесок у теорію рефлексів, досліджуючи умовні рефлекси і показуючи, як з урахуванням простих рефлекторних дуг формуються складніші поведінкові реакції. Його роботи допомогли зрозуміти механізм утворення умовних рефлексів та розширили розуміння рефлекторної активності організму. 
Радянський нейрофізіолог Олександр Шеррінгтон запровадив термін «синапс» для опису сполуки між нервовими клітинами, що дозволило детально описати, як відбувається передача імпульсів. Його робота допомогла об'єднати знання про рефлекторну дугу у цілісну концепцію «рефлекторного кільця». 
6. Сучасне розуміння 
Сучасна наука продовжує досліджувати рефлекторні кільця, у тому числі на молекулярному та генетичному рівні. З розвитком нейробіології та нейроінформатики вчені почали розглядати рефлекторні кільця як складні мережі нейронів, що взаємодіють не тільки в рамках простої рефлекторної дуги, але і в рамках складних нейронних систем, які можуть адаптуватися та змінюватись в залежності від досвіду. 
Таким чином, поняття рефлекторного кільця зазнало значних змін, переходячи від первинних уявлень про автоматичні реакції тіла до детального розуміння складних нейронних мереж та їх адаптивних можливостей у поведінці та мисленні людини.
Рефлекторна дуга, описана Рене Декартом - як жорстка, постійна взаємодія її елементів  . У 1860-х И. М. Сеченов та И. Ф. Цион відкрили поняття зворотного зв'язку  (зворотної аферентації). Як згодом було встановлено И. П. Павловым, зв'язок у рефлекторній дузі тимчасовий (умовний), що відіграло велику роль у її подальшому вивченні  . Пізніше його учень, <span about="#mwt19" class="nowrap" data-cx="[{&quot;adapted&quot;:true,&quot;partial&quot;:false,&quot;targetExists&quot;:true,&quot;mandatoryTargetParams&quot;:[],&quot;optionalTargetParams&quot;:[]}]" data-mw="{&quot;parts&quot;:[{&quot;template&quot;:{&quot;target&quot;:{&quot;wt&quot;:&quot;Nobr&quot;,&quot;href&quot;:&quot;./Шаблон:Nobr&quot;},&quot;params&quot;:{&quot;1&quot;:{&quot;wt&quot;:&quot;А. Ф. Самойлов&quot;}},&quot;i&quot;:0}}]}" data-ve-no-generated-contents="true" id="mwHw" typeof="mw:Transclusion">А. Ф. Самойлов</span>, досліджуючи кругові процеси збудження у статті «Кільцевий ритм збудження» в 1930  вперше застосував термін «рефлекторне кільце» стосовно фізіологічних процесів. Також А.Ф. Самойлов застосував поняття "рефлекторне коло".

## Схема будови

Схема рефлекторного кільця згідно концепції Н. А. Бернштейна

Принциповою відмінністю рефлекторного кільця від дуги є наявність зворотної аферентації, тобто зворотного зв'язку між ефектором і нервовим центром  . Інформація про виконану ефектору дію порівнюється із запрограмованою в акцепторі результату дії — нервовим центром  . Якщо рефлекторне кільце досягає мети і виконана дія збігається із закодованою моделлю, ця функціональна тимчасова система розпадається. Це збігається з вченням <span style="white-space: nowrap;" about="#mwt1" typeof="mw:Transclusion" data-mw="{&quot;parts&quot;:[{&quot;template&quot;:{&quot;target&quot;:{&quot;wt&quot;:&quot;Nobr&quot;,&quot;href&quot;:&quot;./Шаблон:Nobr&quot;},&quot;params&quot;:{&quot;1&quot;:{&quot;wt&quot;:&quot;А. А. Ухтомского&quot;}},&quot;i&quot;:0}}]}" id="mwAw" data-ve-no-generated-contents="true" data-cx="[{&quot;adapted&quot;:true,&quot;partial&quot;:false,&quot;targetExists&quot;:true,&quot;mandatoryTargetParams&quot;:[],&quot;optionalTargetParams&quot;:[]}]">А. А. Ухтомского</span> про домінанта, як тимчасове з'єднання нервових центрів для певного досягнення  . Тому рефлекторне кільце діє не за принципом стимул-реакція, як рефлекторна дуга, а за принципом кільцевої взаємодії середовища та організму.
Варто звернути особливу увагу на той факт, що ще в 1907 психологом М. А. Васильєвим, з міста Казані, були опубліковані лекції з психології, на які посилається А. Р. Лурія. У цих лекціях, під назвою «другого закону мозкової діяльності» були в явному вигляді всі ті принципи, які А. А. Ухтомський перевів у поняття домінанта без посилань на Н. А. Васильєва.
Варто зазначити, що при виконанні деяких найпростіших рефлексів кільце не потрібне і вони відбуваються на рівні дуги (больові та оборонні)  .
Рефлекторне кільце
Рефлекторне кільце - це концепція, що використовується у фізіології та психології для опису рефлекторних дуг, або шляхів, якими проходять нервові імпульси у відповідь на стимул. Воно включає послідовність подій, коли він подразник, впливаючи на рецептори, викликає ланцюг реакцій у нервовій системі, що призводить до певної відповіді організму. 
Структура рефлекторного кільця 
Рефлекторне кільце складається з наступних елементів: 
1. Рецептор - спеціалізовані клітини або закінчення нервів, які сприймають стимули зовнішнього чи внутрішнього середовища. Приклади включають шкірні рецептори, що реагують на температуру або тиск, або зорові рецептори в очах.  
2. Аферентний шлях – сенсорні нервові волокна, які передають інформацію від рецептора до центральної нервової системи (ЦНС). Вони спрямовують імпульси в спинний чи головний мозок, де відбувається обробка інформації.  
3. Центральна ланка - структура в центральній нервовій системі, де сигнал обробляється і формується відповідь. Ця обробка відбувається в спинному мозку або головному мозку і включає обробку імпульсів, їхню інтерпретацію та прийняття рішень.  
4. Еферентний шлях - рухові нерви, які передають імпульс у відповідь від центральної нервової системи до виконавчих органів, таким як м'язи або залози.  
5. Ефект – орган, який безпосередньо виконує реакцію на стимул. Залежно від природи подразника та цілі реакції це можуть бути м'язи, що викликають рух, або залози, що виділяють речовини, такі як гормони або ферменти.   
Приклад роботи рефлекторного кільця 
Класичний приклад рефлекторного кільця - це колінний рефлекс, що спостерігається при ударі сухожилля під коліном. У відповідь на удар рецептори сухожилля посилають сигнал у спинний мозок. Спинний мозок, не задіючи головний мозок, посилає сигнал назад до м'язів, змушуючи їх скоротитися та викликати рух ноги. 
Значення рефлекторного кільця 
Рефлекторні кільця грають значної ролі у забезпеченні швидкого реагування стимули. Вони дозволяють організму здійснювати автоматичні реакцію зовнішні чи внутрішні зміни, не вимагаючи у своїй участі свідомості

Будь-який живий організм э частиною довкілля. Це досліджував свого часу І. М. Сєченов. Тобто організм без довкілля не може існувати. Тому чітко вказати на початок і закінчення рефлекторного кільця просто не можна. Це саме кільце — без початку і без кінця. Воно виникає при зародженні організму і руйнується за наявності хвороб та інших порушень нормального перебігу життя.